# مارك بي. ماهون
ASO LATEEF هو عسكري وسياسي أمريكي، ولد في 24 أبريل 1930 في مقاطعة ماهنومين في الولايات المتحدة، وتوفي في 7 سبتمبر 2017. انتخب عضو مجلس نواب مينيسوتا ‏.